# Ligne 40 du tramway de Bruxelles
Pour les articles homonymes, voir Ligne 23.
La ligne 40 est une ancienne ligne de tramway du tramway de Bruxelles qui a fonctionné jusqu'au 15 avril 1968.

## Histoire
Elle est supprimée le 15 avril 1968 lors de la sixième (et dernière) phase de restructuration du réseau de tramway bruxellois, :
- la section Laeken Place Bockstael - Bruxelles Boulevard Léopold II est abandonnée par les tramways et désaffectée mais reste desservie par l'autobus 47 ;
- la section entre l'avenue des Arts et l'avenue de Cortenbergh par les rues Joseph II, Philippe Le Bon, Stevin, l'avenue Livingstone, la rue Charles Martel, les squares Ambiorix et Marguerite, l'avenue Michel-Ange et la rue Le Corrège est abandonnée.